# 大分県立大分上野丘高等学校
大分県立大分上野丘高等学校（おおいたけんりつ おおいたうえのがおかこうとうがっこう）は、大分県大分市上野丘に所在する県立高等学校。
正式な校名には「ヶ」の字は入らない。通称は「上野」（うえの）、「上高」（うえこう）。

## 沿革
- 1885年 - 大分県立大分中学校開校。
- 1900年 - 第一高等女学校開校。
- 1930年 - 第二高等女学校開校。
- 1941年 - 碩南中学校開校。
- 1948年4月1日 - 学制改革により、大分中学校、第一高等女学校、第二高等女学校、碩南中学校の4校を廃止し、新たに大分県立大分第一高等学校を設置。
- 1951年4月1日 - 高校再編成により、校名を大分県立大分上野丘高等学校と改称。
- 1973年4月10日 - 大分市内普通科3校による合同選抜（総合選抜）入学開始。
- 1983年4月1日 - 大分市内普通科4校による合同選抜（総合選抜）入学開始。
- 1985年10月6日 - 創立100周年記念式典挙行。
- 1990年4月1日 - 大分市内普通科2校による合同選抜（総合選抜）入学開始。
- 1995年3月8日 - 第3通学区における単独選抜入試実施。
- 1995年10月4日 - 創立110周年記念式典挙行。
- 2005年10月7日 - 創立120周年記念式典挙行。

## 教育

### 教育課程
2年次では文系、理系にコース分けされている。
3年次では入試科目に応じて、文系では地歴1科目型、2科目型、国・地歴・英3教科重視型の3コースが設置されており、理系では理科2科目型、2次4教科型、理科3科目型の3コースが設置されている。2018年度より九州大学の入試形態変化に伴い理系の理科3科目型は廃止される。

### 朝学習
2006年度（平成18年度）からは「朝学習」が始まり、生徒は7時40分に登校し、7時45分から8時25分の間の40分間授業が行われるようになった。
内容としては、問題演習またはテストが原則となっている。2018年度(平成30年度)から廃止され、生徒は8時までに登校、8時15分より1時限目開始となる。

### 未履修問題
2006年（平成18年）10月26日に、必修科目とされている地理と歴史を大学受験のために履修させていないこと（いわゆる未履修問題）が明らかになった。学校側は謝罪し、放課後や冬休みに補習が行われた。

## 学校行事
- 4月 入学式
- 6月 マリンカルチャー研修（1年）
- 8月 東大・九大オープンキャンパス（2年）- 希望者のみ参加
- 9月 丘友祭 - 上野丘の一大行事。文化祭と体育大会を合同で行う。
- 11月 修学旅行（2年）
- 1月 百人一首大会
- 2月 3年生激励会
- 3月 卒業式

### 丘友祭
毎年9月に3日間をかけて行われるイベントである。前半2日が文化祭、後半1日が体育大会。

#### 文化祭
1、2年生の各クラス、部・同好会がステージ・中庭発表または展示などの出し物をする。ただし、出店などは禁止されている。他に演奏、中庭祭、クラシックコンサート、生徒会企画・展示等が行われる。
平成18年度・平成19年度は校舎の耐震補強工事のため、中庭祭は名称・場所を変更して行われた。

#### 体育大会
一般的な競技が中心である。練習も入退場の練習が2回しか行われない。また、練習が確保できない競技も多い。例年13時頃に終わることも多いが、15時ごろまで行われることもある。

#### クラスマッチ
毎学期の期末テスト終了後に開かれるスポーツ大会である。学年別で、丸1日かけて行われる。競技はバスケットボール、サッカー、バレーボール、ソフトボールの4種目になることがほとんどである。しかし、2021年実施のクラスマッチは、ドッジボールが追加され、ソフトボールは行われなかった。

#### 上野の森クリーンアップ大作戦
上野丘高校周辺の清掃活動を毎年1、2回行っている。

#### 壮行会
大学入学共通テスト前に3年生対象に行われる。締めくくりに、手のひらを天に向かって突き上げる「天突き」という伝統儀式が行われる。

## 部活動・生徒会

### 部活動
部活動は盛んであり、文化部を中心にさまざまな部門で活躍する生徒が多い。野球部は、1948年（昭和23年）および1949年（昭和24年）の春と、1958年（昭和33年）の夏の3度にわたり甲子園に出場している。また2009年（平成21年）の春に21世紀枠で選出され、60年ぶりのセンバツ出場が決定した。

### 生徒会
生徒会は執行部を中心に、生活環境・文化・体育・保健・福祉・広報・図書がある。
また、執行部・専門委員会とは別に、文化祭特別実行会（前期のみ）・体育大会実行委員会（前期のみ）・行事特別実行委員会（後期のみ）・クラスマッチ実行委員会（通年）がある。

## 服装・所持品
男子の制服は学ラン。女子の冬服は白ソックスにセーラー服。夏服は独特の水色をしたセーラー服である。2006年度（平成18年度）からは基本的に服装検査は実施されないこととなったが、学期の初めと終わり、衣替えの時期は実施されている。

## 施設
2009年度までは日曜日には通信制の大分県立碩信高等学校の通学日の校舎として使用されていた。そのため、基本的に学校行事は行われなかった。通信制の授業に影響がない範囲で模試が行われることはあったが、教室数の関係から全学年一斉の模試が行われることはなかった。2010年度現在も日曜日には全学年一斉の模試は行われていない。
中庭では昼休みに各部・同好会によるイベントがよく行われる。なお、各教室には冷暖房が完備されている。

## 記念物
前庭には戦没動員学徒慰霊碑が建てられている。これは第12海軍航空廠に動員中、事故や空襲の犠牲になった大分中学生の慰霊のために建てられたものである。また中庭にある記念像「風」は1995年、創立110周年に際して大分第一高女同窓会により寄贈された。

## 交通
- JR久大本線 古国府駅から徒歩5分。
- JR日豊本線 大分駅から徒歩20分。
- 大分駅前から大分バス・上野行きで上野丘高校前下車すぐ。

## 著名な卒業生

### 政治
- 麻生久（昭和期の政治家・労働運動家、戦前の無産政党代表的指導者）[5] - 麻生良方は長男
- 穴見陽一（ファミリーレストラン「ジョイフル」元代表取締役会長、衆議院議員）[6]
- 石川正史（津久見市長、元山口放送アナウンサー、元大分放送アナウンサー）
- 一万田尚登（第18代日本銀行総裁、「法王」と呼ばれた）[7]
- 衛藤晟一（内閣府特命担当大臣、参議院議員）[8]
- 後藤文夫（政治家、官僚）
- 菅久修一（公正取引委員会事務総長）
- 首藤奉文（由布市長）
- 瀧口敬二（駐クロアチア大使、国土交通省総合政策局長）
- 立木勝（元大分県知事）
- 永野茂門（政治家、軍人）
- 西村英一（元自由民主党副総裁）[9]
- 平松守彦（元大分県知事、元通産官僚）[10]
- 三重野康（第26代日本銀行総裁）[10]
- 吉良裕臣（元総務省総合通信基盤局長、KDDI副社長）
- 宿利正史（元国土交通事務次官）
- 丸山洋司（元文部科学審議官、元文部科学省初等中等教育局長、公立学校共済組合理事長）[11]
- 椋野美智子（現日田市長）

### 経済
- 安藤楢六（元小田急電鉄社長、元小田急百貨店会長）
- 漆間啓（三菱電機社長）
- 金馬昭郎（元京阪電鉄社長）
- 工藤泰三（元日本郵船社長、元日本経団連副会長、元日本船主協会会長）
- 首藤正寿（元大分合同銀行頭取、満州中央銀行設立立案者）
- 田口五朗（元NHK福岡放送局長、九州交響楽団副理事長）[12]
- 田代和（元近畿日本鉄道社長、元大阪商工会議所副会頭）
- 中島拓（ジェイリース創業者・CEO）
- 平野隆（映画プロデューサー、TBSテレビ理事）[13]
- 吉野隆（元インフォコム社長CEO、元東邦テナックス社長）
- 平子裕志（全日本空輸社長）
- 村松俊亮（ソニー・ミュージックエンタテインメント社長）

### 学術
- 相田卓三（化学者、東京大学教授）[14]
- 植木理恵（心理学者）[15]
- 臼杵陽（政治学者）[16]
- 岡茂男（経済学者、元武蔵大学学長）
- 河野正憲（法学者、名古屋大学名誉教授）
- 賀来満夫（感染症学者、東北大学名誉教授）
- 佐藤剛史（農業経済学者、九州大学助教）
- 蔀勇造（アラビア史学者、東京大学名誉教授）[要出典]
- 橋本昭洋（社会システム工学者、筑波大学名誉教授）
- 中山欽吾（大分県立芸術文化短期大学学長）
- 樋口裕一（翻訳家・多摩大学教授）[要出典]

### 文化
- 赤瀬川隼（作家）[17]- 第117回直木賞受賞
- 石丸謙二郎（俳優）[18] - 『世界の車窓から』ナレーション
- 磯崎新（建築家）[19]
- 今賀俊（漫画家）
- 衛藤ヒロユキ（漫画家）
- 梶原徹也（ミュージシャン）[20] - 元・THE BLUE HEARTSドラム
- 辛島文雄[21]（ジャズピアニスト）
- 久留島武彦（児童文学作家）[22] - 童謡『夕やけ小やけ』（『夕焼小焼』とは異なる）の作詞も手掛ける
- 佐藤敬（画家）
- 髙山辰雄（日本画家）
- 中谷比佐子（エッセイスト、きものジャーナリスト）
- 中山悌一（声楽家）
- 野仲イサオ（俳優）
- 橋本和明（日本テレビディレクター）
- 波多野睦美（歌手）
- 長谷川プリティ敬祐（ミュージシャン）- go!go!vanillas ベーシスト
- 林房雄（作家・評論家）[23]
- 廣津留すみれ（ヴァイオリニスト）
- 福田平八郎（日本画家）[24]
- 本山勝寛（著作家）
- 山本政志（映画監督）
- 夜宵草（漫画家）- 本校をモデルとした漫画『ReLIFE』の作者
- 吉丸一昌（作詞家）[25] - 『早春賦』の作詞者

### アナウンサー・ラジオDJ
- 飯倉寛子（大分放送アナウンサー）
- 小笠原正典（テレビ大分アナウンサー）
- 小野亜希子（元大分放送アナウンサー）
- 小野浩慈（元フジテレビ・ニッポン放送アナウンサー）
- 加藤恭子（九州朝日放送アナウンサー）[26]
- 久長美奈子（長崎文化放送アナウンサー・元大分放送アナウンサー）
- 廣瀬智美（日本放送協会アナウンサー）[27]
- 深町絵里（FM802ラジオDJ）
- 宮本真智（日本放送協会アナウンサー）[28]

### スポーツ
- 太田文高（元プロ野球選手）
- 葛城隆雄（元プロ野球選手）[29]
- 吉武博文（U-17サッカー日本代表監督）[30]
- 山﨑丈路（アメリカンフットボール選手）

### その他
- 佐藤亮子（教育評論家）
- 高橋貞樹（水平運動家）
- 西出博子（マナー講師）
- 岩下保太郎（海軍軍人）
- 友永丈市（海軍軍人）